# Canon EOS 600D
Canon EOS 600D är en digital systemkamera från Canon. 

## Teknik i urval
- 18 megapixel CMOS-sensor
- Digic IV-processor
- 3 tums vinklingsbar TFT-skärm
- ISO 100–12 800
- Seriebildtagningshastighet på 3,7 bilder per sekund
- 9-punkters AF
- Videoinspelning med upplösning upp till och med 1 920 × 1 080 i 25fps
- Kreativa lägen och filter